# Daniele Greco
Daniele Greco (* 1. März 1989 in Galatone) ist ein italienischer Dreispringer.

## Sportliche Laufbahn

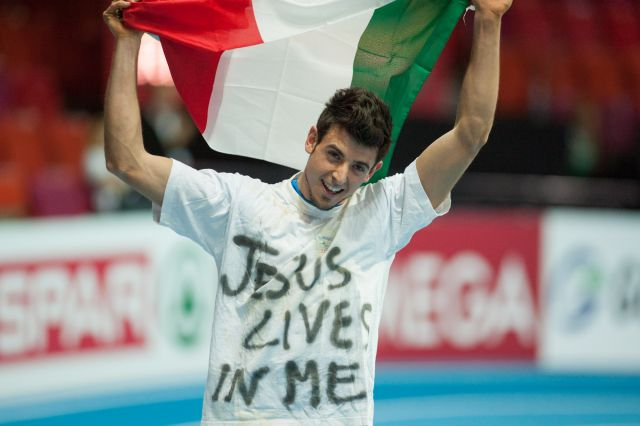
Daniele Greco bei den Halleneuropameisterschaften 2013

Greco spielte in seiner Jugend Fußball, bevor ein Sportlehrer sein leichtathletisches Talent erkannte und im zum Dreisprung brachte. Bei den Leichtathletik-Juniorenweltmeisterschaften 2008 in Bydgoszcz belegte er den vierten Platz. Im folgenden Jahr in Kaunas U23-Europameister sowie Dritter bei den Mittelmeerspielen in Pescara. Dagegen verpasste er bei den Weltmeisterschaften in Berlin als 34. der Qualifikation den Finaleinzug deutlich. Auch 2010 bei den Hallenweltmeisterschaften in Doha und bei den Europameisterschaften in Barcelona konnte er sich nicht für das Finale qualifizieren. Bei den Halleneuropameisterschaften 2011 in Paris wurde er Achter.
2012 konnte Greco seine Leistungen im Bereich von deutlich über 17 Metern stabilisieren und schaffte den internationalen Durchbruch. Bei den Hallenweltmeisterschaften in Istanbul belegte er den fünften Rang. Einem Rückschlag bei den Europameisterschaften in Helsinki, als er in der Qualifikation scheiterte, ließ er einen Sieg bei den italienischen Meisterschaften und den vierten Platz bei den Olympischen Spielen in London folgen.
Bei den Halleneuropameisterschaften 2013 in Göteborg siegte Greco mit persönlicher Bestleistung von 17,70 Metern und verpasste damit den italienischen Rekord von Fabrizio Donato lediglich um drei Zentimeter.
Der strenggläubige Christ Greco gilt als einer der sprintstärksten Dreispringer in der Weltklasse.

## Bestleistungen
- Dreisprung: 17,47 m (+1,7 m/s), 9. Juni 2012, Potenza
- Dreisprung (Halle): 17,70 m, 2. März 2013, Göteborg
- Weitsprung (Halle): 7,20 m, 13. Januar 2008, Ancona
- 60 m (Halle): 6,75 s, 25. Januar 2009, Ancona
- 100 m: 10,38 s (+1,6 m/s), 2. Juni 2008, Acquaviva delle Fonti
- 200-Meter-Lauf: 21,34 s (−1,6 m/s), 26. September 2010